# العلاقات الفلبينية البنمية
العلاقات الفلبينية البنمية هي العلاقات الثنائية التي تجمع بين الفلبين وبنما.

## مقارنة بين البلدين
هذه مقارنة عامة ومرجعية للدولتين:
| وجه المقارنة                                              | الفلبين                       | بنما                      |
| --------------------------------------------------------- | ----------------------------- | ------------------------- |
| المساحة (كم2)                                             | 343.45 ألف                    | 74.18 ألف                 |
| عدد السكان (نسمة)                                         | 104.92 مليون                  | 4.10 مليون                |
| الكثافة السكانية (ن./كم²)                                 | 305.49                        | 55.27                     |
| العاصمة                                                   | مانيلا                        | بنما                      |
| اللغة الرسمية                                             | اللغة الفلبينية، لغة إنجليزية | اللغة الإسبانية           |
| العملة                                                    | بيسو فلبيني                   | بالبوا بنمي، دولار أمريكي |
| الناتج المحلي الإجمالي (بليون دولار)                      | 313.60 مليار                  | 61.84 مليار               |
| الناتج المحلي الإجمالي (تعادل القوة الشرائية) بليون دولار | 743.90 مليار                  | 87.37 مليار               |
| الناتج المحلي الإجمالي الاسمي للفرد دولار أمريكي          | 2.90 ألف                      | 13.27 ألف                 |
| الناتج المحلي الإجمالي للفرد دولار أمريكي                 | 7.39 ألف                      | 20.89 ألف                 |
| مؤشر التنمية البشرية                                      | 0.668                         | 0.780                     |
| رمز المكالمات الدولي                                      | +63                           | +507                      |
| رمز الإنترنت                                              | .ph                           | .pa                       |
| المنطقة الزمنية                                           | توقيت الفلبين                 | 00                        |

## مدن متوأمة
في ما يلي قائمة باتفاقيات التوأمة بين مدن فلبينية وبنمية:
- ترتبط مانيلا مع بنما باتفاقية توأمة منذ 1966.[17][17][17]

## منظمات دولية مشتركة
يشترك البلدان في عضوية مجموعة من المنظمات الدولية، منها:
| علم المنظمة | اسم المنظمة                               | تاريخ انضمام الفلبين | تاريخ انضمام بنما |
| ----------- | ----------------------------------------- | -------------------- | ----------------- |
|             | يونسكو                                    | 21 نوفمبر 1946       | 10 يناير 1950     |
|             | الفريق المعني برصد الأرض                  | ?                    | ?                 |
|             | مؤسسة التمويل الدولية                     | 12 أغسطس 1957        | 20 يوليو 1956     |
|             | المركز الدولي لتسوية المنازعات الاستشارية | 17 ديسمبر 1978       | 8 مايو 1996       |
|             | منظمة حظر الأسلحة الكيميائية              | ?                    | ?                 |
|             | مؤسسة التنمية الدولية                     | 28 أكتوبر 1960       | 1 سبتمبر 1961     |
|             | منظمة التجارة العالمية                    | 1995                 | ?                 |
|             | وكالة ضمان الاستثمار متعدد الأطراف        | 8 فبراير 1994        | 21 فبراير 1997    |
|             | الاتحاد البريدي العالمي                   | ?                    | ?                 |
|             | منظمة الشرطة الجنائية الدولية             | ?                    | ?                 |
|             | الأمم المتحدة                             | 24 أكتوبر 1945       | 13 نوفمبر 1945    |
|             | الاتحاد الدولي للاتصالات                  | 25 مايو 1912         | 14 يوليو 1914     |
|             | البنك الدولي للإنشاء والتعمير             | 27 ديسمبر 1945       | 14 مارس 1946      |

## وصلات خارجية
- موقع وزارة الخارجية الفلبينية
- موقع وزارة الخارجية البنمية